# Joan IV de Rappolstein
Joan IV de Rappolstein dit el Vell fou fill d'Enric IV de Rappolstein i va governar en indivisió amb el seu pare en els dominis de Rappolstein de les dues branques el 1338. Va ser un guerrer valerós.

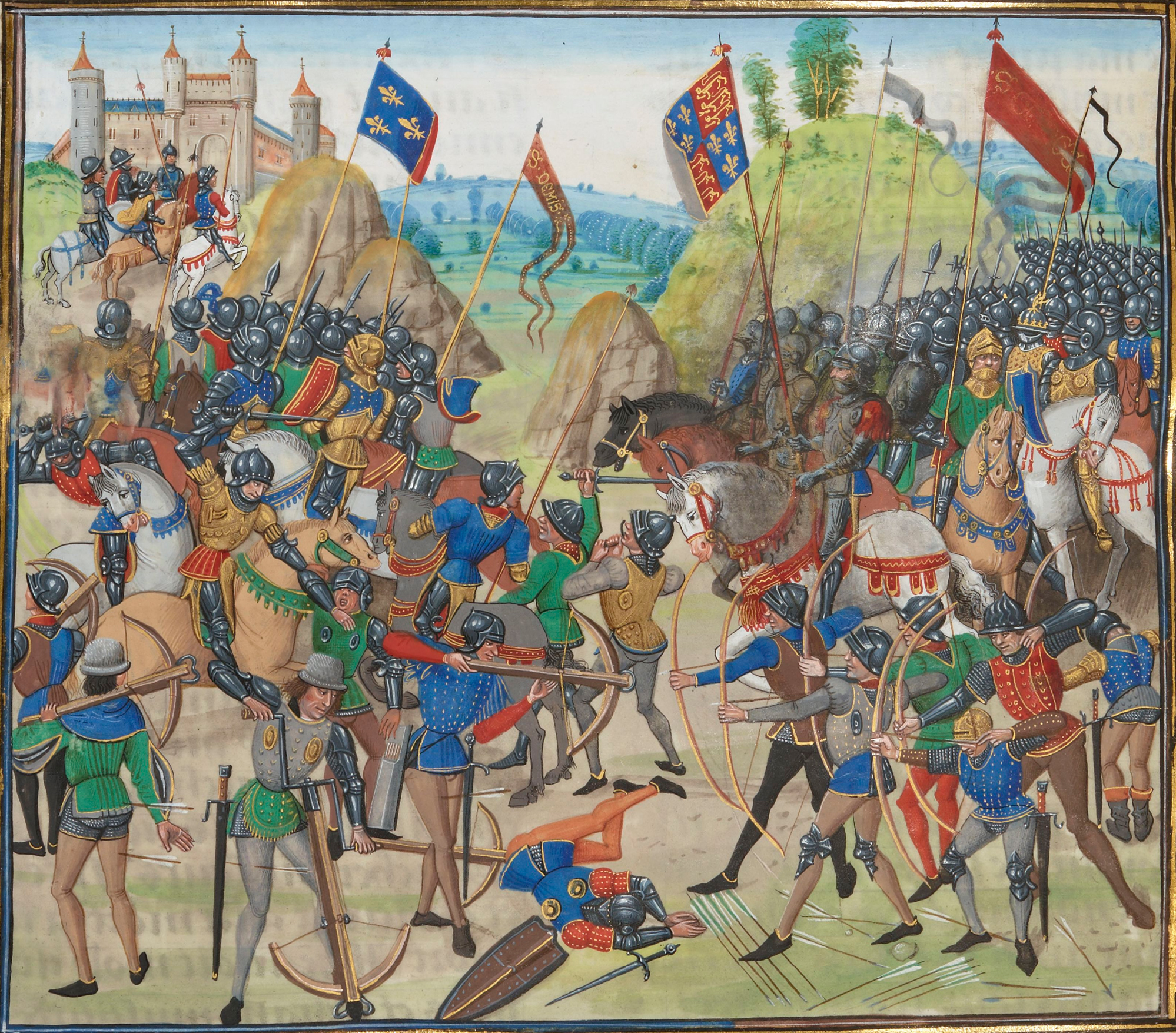
Batalla de Crécy

Els Rappolstein van rebre diversos feus de la Casa d'Àustria: el poble de Guémar el 1337, o encara el castell de Judenburg i el poble de Bonhomme cap a 1320. Va abraçar amb ardor la causa de Lluís de Baviera contra Frederic el Bell en la seva rivalitat per a la corona imperial. Lluís li va atorgar el 1315, en recompensa als seus serveis, mil marcs en diners. La reputació dels Ribeaupierre/Rappolstein no va fer més que créixer i el seu nom figura en els tornejos de Rastibona, d'Ingelheim, al Baix Rin i en altres ciutats d'Alemanya.
Cap a 1345, els burgesos de Munster, aprofitant les dissensions i incursions freqüents comeses pels Vosgians s'estengueren als districtes de Fraize i de Clevecy, mentre que Joan de Rappolstein, el fill de Joan IV el Vell, entrava amb les armes a la mà a les terres de les abadies de Senones i de Moyenmoutier. Joan reivindicava els drets de la seva família a l'advocacia o defensa (protecció) de Rorschweyer o Rorschwihr que pertanyia a la darrera. Davant el rebuig de l'abat Bencelin, el cavaller va lliurar el monestir al pillatge, va fer carregar de cadenes al seu abat i se'l va emportar presoner. El prelat fou objecte de mals tractaments i va morir en mans de vassalls de Joan de Rappolstein.
El duc Raül el Valent recentment escollit va decidir combatre el senyor de Rappolstein. Va retirar les seves tropes de la vall de Galilea i les va enviar en persecució de Joan de Rappolstein, amb ordre de portar-lo mort o viu. El pare del cavaller, Joan IV el Vell, es va llançar llavors als peus del duc Raül i sol·licita el perdó per al seu fill. El duc afectat per les llàgrimes del vell va revocar la sentència de mort i va condemnar a Joan a una penitència honorable, cap nu, en camisa i una torxa a mà, va haver de donar a l'abadia deu soldades de terra per a l'aniversari de l'abat, i va enviar a Joan en pelegrinatge a Sant Tomàs de Cantorbery, el bordon a la mà i el maletí a la cintura.
A la mort del duc Raül a la batalla de Crécy el 25 d'agost de 1346, els estrasburgesos i els colmarians reunits per a la circumstància als habitants de Munster, es van escampar de nou pels Vosges (1346); van fer la guerra als monestirs i al capítol de Saint-Dié per vells litigis sobre els béns que aquests establiments religiosos posseïen a Alsàcia. Els alsacians es van limitar a saquejar l'abadia de Moyenmoutier per venjar a Joan de Rappoltstein.
El 1362, Ulric, landgrave de la Baixa Alsace va autoritzar a Joan a constituir una viduïtat en benefici de la seva dona Elisabet, filla de Walter de Hohen-Geroldseck, una suma de 224 marcs de diners sobre una cort a Guémar, sobre un molí, sobre les cases i altres béns i rendes situats al mateix indret. Va morir el 1368.